# Etan Thomas
Dedrick Etan Thomas (Harlem, 1º aprile 1978) è un ex cestista statunitense, professionista nella NBA.

## Carriera
È stato selezionato dai Dallas Mavericks al primo giro del Draft NBA 2000 (12ª scelta assoluta).

## Statistiche

### College
| Anno      | Squadra         | PG  | PT  | MP   | TC%  | 3P% | TL%  | RP  | AP  | PRP | SP  | PP   |
| --------- | --------------- | --- | --- | ---- | ---- | --- | ---- | --- | --- | --- | --- | ---- |
| 1996-1997 | Syracuse Orange | 25  | 12  | 16,3 | 53,4 | -   | 46,5 | 4,2 | 0,1 | 0,4 | 1,9 | 5,7  |
| 1997-1998 | Syracuse Orange | 35  | 35  | 28,9 | 61,0 | -   | 61,2 | 6,6 | 0,4 | 0,8 | 3,9 | 11,3 |
| 1998-1999 | Syracuse Orange | 33  | 33  | 27,7 | 61,7 | -   | 57,4 | 7,4 | 0,5 | 0,8 | 4,0 | 12,3 |
| 1999-2000 | Syracuse Orange | 29  | 29  | 32,4 | 60,2 | -   | 67,8 | 9,3 | 0,6 | 0,8 | 3,7 | 13,6 |
| Carriera  | Carriera        | 122 | 109 | 26,8 | 60,0 | -   | 59,8 | 6,9 | 0,4 | 0,7 | 3,5 | 11,0 |

### NBA

#### Regular season
| Anno      | Squadra          | PG  | PT | MP   | TC%  | 3P% | TL%  | RP  | AP  | PRP | SP  | PP  |
| --------- | ---------------- | --- | -- | ---- | ---- | --- | ---- | --- | --- | --- | --- | --- |
| 2001-2002 | Wash. Wizards    | 47  | 0  | 13,1 | 53,6 | 0,0 | 55,4 | 3,9 | 0,1 | 0,4 | 0,7 | 4,3 |
| 2002-2003 | Wash. Wizards    | 38  | 0  | 13,5 | 49,2 | 0,0 | 63,8 | 4,3 | 0,1 | 0,2 | 0,6 | 4,8 |
| 2003-2004 | Wash. Wizards    | 79  | 15 | 24,1 | 48,9 | 0,0 | 64,7 | 6,7 | 0,9 | 0,5 | 1,6 | 8,9 |
| 2004-2005 | Wash. Wizards    | 47  | 10 | 20,8 | 50,2 | 0,0 | 52,8 | 5,2 | 0,4 | 0,4 | 1,1 | 7,1 |
| 2005-2006 | Wash. Wizards    | 71  | 9  | 15,8 | 53,3 | 0,0 | 60,0 | 3,9 | 0,2 | 0,3 | 1,0 | 4,7 |
| 2006-2007 | Wash. Wizards    | 65  | 32 | 19,2 | 57,4 | 0,0 | 55,8 | 5,8 | 0,4 | 0,3 | 1,4 | 6,1 |
| 2008-2009 | Wash. Wizards    | 26  | 7  | 11,8 | 48,5 | 0,0 | 69,6 | 2,5 | 0,2 | 0,1 | 0,7 | 3,1 |
| 2009-2010 | Oklahoma Thunder | 23  | 1  | 14,0 | 45,6 | 0,0 | 59,1 | 2,8 | 0,0 | 0,2 | 0,7 | 3,3 |
| 2010-2011 | Atlanta Hawks    | 13  | 0  | 6,3  | 47,6 | 0,0 | 80,0 | 1,8 | 0,2 | 0,1 | 0,3 | 2,5 |
| Carriera  | Carriera         | 409 | 74 | 17,3 | 51,3 | 0,0 | 60,3 | 4,8 | 0,4 | 0,3 | 1,0 | 5,7 |

#### Play-off
| Anno     | Squadra          | PG | PT | MP   | TC%  | 3P% | TL%  | RP  | AP  | PRP | SP  | PP  |
| -------- | ---------------- | -- | -- | ---- | ---- | --- | ---- | --- | --- | --- | --- | --- |
| 2005     | Wash. Wizards    | 8  | 0  | 15,8 | 65,5 | 0,0 | 45,5 | 4,5 | 0,3 | 0,0 | 0,9 | 6,0 |
| 2006     | Wash. Wizards    | 3  | 0  | 6,0  | 40,0 | 0,0 | 50,0 | 2,0 | 0,0 | 0,7 | 0,7 | 2,0 |
| 2007     | Wash. Wizards    | 4  | 4  | 21,0 | 41,2 | 0,0 | 66,7 | 5,5 | 0,3 | 0,5 | 0,8 | 5   |
| 2010     | Oklahoma Thunder | 2  | 0  | 8,5  | 83,3 | 0,0 | 0,0  | 2,0 | 0,0 | 0,0 | 0,0 | 6,0 |
| 2011     | Atlanta Hawks    | 1  | 0  | 7,0  | 0,0  | 0,0 | 0,0  | 1,0 | 0,0 | 0,0 | 0,0 | 0,0 |
| Carriera | Carriera         | 18 | 4  | 14,0 | 55,9 | 0,0 | 54,1 | 3,8 | 0,2 | 0,2 | 0,7 | 4,8 |

#### Massimi in carriera
- Massimo di punti: 23 vs Milwaukee Bucks (5 febbraio 2005)[1]
- Massimo di rimbalzi: 16 vs Miami Heat (21 marzo 2004)
- Massimo di assist: 4 (2 volte)
- Massimo di palle rubate: 3 (2 volte)
- Massimo di stoppate: 6 (2 volte)
- Massimo di tiri liberi: 9 vs Boston Celtics (13 marzo 2004)